# Кастрен, Каарло
Каарло Кастрен (фин. Kaarlo Castrén; 28 февраля 1860, Туртола, Великое княжество Финляндское — 19 сентября 1938, Хельсинки, Финляндия) — государственный и политический деятель Финляндии, член Национальной прогрессивной партии.

## Биография
Родился в Туртола (ныне — Пелло), в 1887 получил степень бакалавра права. С 1888 по 1892 год служил в финансовой службе Сената Финляндии, и с 1888 по 1898 — в адвокатской конторе «Кастрен и Снеллман». С 1892 по 1904 был членом совета совета директоров в банке Kansallis-Osake-Pankki, с 1908 по 1909 год — сенатором, после чего он основал собственную адвокатскую контору. В 1916 году Кастрен избран директором банка Kansallis-Osake-Pankki.
С ноября 1918 по апрель 1919 был министром финансов Финляндии, после чего с 17 апреля по 15 августа 1919 был премьер-министром. Правительство Кастрена внесло предложение о республиканской форме управления Финляндии, и после принятия этого предложения было отправлено в отставку.